# 蹇義
蹇義（1363年—1435年2月12日），原名蹇瑢，字宜之，四川行省重慶路巴縣（今重慶市）人。明朝永樂、洪熙、宣德年间重臣、进士出身。
洪武十八年（1385年）进士，明太祖賜名“义”。建文年间，官至吏部右侍郎。永樂年间，晋升吏部尚书，并负责辅导皇太子朱高炽。洪熙年间，晋升少师，此后受明仁宗、明宣宗所倚重。明英宗即位后逝世。

## 生平
根据蹇氏族谱记载，蹇氏家族的蹇政福在南宋末的1260年从江西迁移到重庆，蹇瑢是蹇政福的四世孙（玄孙）。

### 洪武、建文年间
洪武十七年（1384年），蹇瑢中式甲子科四川鄉試，洪武十八年（1385年）聯捷进士，授中书舍人。他奏事很合明太祖心意。明太祖问道：“你是蹇叔的后代吗？”蹇瑢叩头不敢回答。明太祖喜欢他的诚实，为他改名为“义”，并亲手写下蹇义之名赐给他。他任满三年应当升迁，明太祖特命满九年后再升，说：“朕将要用蹇义。”因此他朝夕侍从明太祖左右，小心敬慎，不曾触怒明太祖。明惠帝即位后，推测明太祖之意，升蹇义为吏部右侍郎。当时齐泰、黄子澄执掌政权，外兴军事，内改制度，蹇义没有提出任何意见。国子监博士王绅写信去责问他，蹇义无法回答。

### 永樂年间
靖难之变，燕王朱棣攻入京師應天府，蹇义前去歸順，升为左侍郎。几个月之后，升为吏部尚书。当时正致力于纠正建文时期的政治，凡那时所更改的都全部废除。蹇义从容说道：“增补贵在适合时宜。先前所改固然不适当，如今一定要全部改回，也未必全部合适。”随即他举几件事为例加以说明。明成祖很赞同，听从了他的意见。
永樂二年（1404年），蹇义兼任太子詹事。明成祖有事要传谕太子朱高炽，总是派蹇义去，蹇义总能准确地传达明成祖的意思。明成祖和朱高炽都爱重他。永樂七年（1409年），明成祖前往北京，命蹇义辅佐皇太子监国。蹇义熟悉典故，长于把握根本，军国大事都倚仗他办理，与户部尚书夏原吉齐名，称为“蹇夏”。三年任满后，明成祖亲自在便殿设宴招待他们，并高度赞扬了他们。蹇义多次奉命兼管其他部的事务，职务纷集，但他处之裕如。永樂十七年（1419年），因父亲去世，返回祖籍，明成祖和朱高炽都派官员赐祭。诏令他出来供职。
永樂十九年（1421年），三大殿失火，敕令二十六名廷臣巡行天下。蹇义和给事中马俊分巡应天等府，询问军民疾苦，罢免了几名骚扰百姓的文武长吏，还提出数十项应兴革的事情，上奏实行。回来后他治理本部事务。次年，明成祖北征归来，因为朱高炽曲意宽宥吕震的女婿主事张鹤参见失仪之过，便怪罪蹇义不进行匡正，将他逮捕，关进锦衣卫监狱。到第二年的春天蹇义才获释。

### 洪熙、宣德年间
明仁宗即位后，蹇义、夏原吉都因是元老而为中外所信赖。明仁宗又念蹇义辅佐监国时的旧劳，对他尤为倚重。首先进封蹇义为少保，赐给冠服、象笏、玉带，并享受二职俸禄。蹇义又历升为少师，受银章一枚，上刻“绳愆纠缪”。其后，又赐给他玺书说：“先前朕监国时，卿以先朝旧臣，每天在左右侍候。两京刚建，政务正繁，卿劳心焦思，不顾身家，前后二十余年，多次挽救危难。朕继承大统后，卿赞佐治理，毫不松懈，而且更加恭谨。这些朕都深念不忘，兹以自己之意，创制‘蹇忠贞印’一枚赐予爱卿，望卿藏于家中，传给后世，知道朕君臣共济艰难，共同做出了成就。”当时只有杨士奇也得赐给“贞一”印和敕书。不久命蹇义和英国公张辅以及夏原吉一同监修《明太宗实录》。蹇义比夏原吉尤为忠厚，但过于周慎。杨士奇曾在明仁宗面前对蹇义说：“为什么过于忧虑？”蹇义说：“恐怕因为鲁莽而留有后患而已。”明仁宗对两人的意见都赞同。杨荣曾诋毁蹇义。明仁宗觉得杨荣不正直。蹇义叩头说道：“杨荣没有别的意思。如果左右有诬陷杨荣的人，愿陛下慎重考察。”明仁宗笑道：“我本不信他的话。”
明宣宗即位后，对蹇义的委寄更重。当时正修建献陵，明宣宗想遵从遗诏要俭约，便问蹇义和夏原吉，两人极力赞扬说：“圣见高远，又出于至孝，此万世之利也。”皇上亲自规划，三个月后陵墓建成，它不如长陵宏丽，其后历代皇帝都参照献陵的规制。后来明世宗营建永陵，才更加崇尚侈华。宣德元年（1426年），汉王朱高煦叛乱，明宣宗御驾亲征，蹇义、夏原吉以及内阁大学士都随从，参预军中机务，被赐给鞍马甲胄和弓剑。班师后，明宣宗赐予非常丰厚。
宣德三年（1428年），蹇义随从明宣宗巡边回来。明宣宗因蹇义、夏原吉、杨士奇、杨荣四人都已年迈，赐给他们玺书说：“卿等都是祖宗的遗老，辅佐朕躬。现在已是黄发危齿，不宜再让你们处理冗繁的事务，从而有伤朝廷优老待贤之礼。你们可以放下所管的事务，朝夕在朕左右讨论至理，共同维持国家的安宁，官衔和俸禄都照旧。”第二年，郭璡接替蹇义任尚书。不久因胡濙的建议，明宣宗命蹇义等四人讨论天下官吏和军民的章奏和建议。赐给蹇义银章，上刻“忠厚宽宏”。宣德七年（1432年），诏令有关部门在文明门内为蹇义修建新的宅第。
明英宗即位后，蹇义因斋戒得病，英宗派医生去探视，并问他有什么话要说。蹇义说：“陛下刚继承大位，惟望敬守祖宗成宪，始终不渝。”说完逝世，终年七十三岁。追赠特进光禄大夫、太师，谥忠定。
蹇义逝世后，灵柩运回重庆安葬。2008年重庆市文物考古所在今重庆北部新区大竹林镇五云村的龙凼山发现了蹇義的墓葬。2009年，蹇氏家族墓地列入第二批重庆市文物保护单位。

## 评价
- 杨士奇：「張詠之不飾玩好，傅堯俞之遇人以誠，范景仁之不設城府，義兼有之。」[18]

## 延伸阅读
[在维基数据编辑]
 《國朝獻徵錄·卷之二十四》，出自焦竑《國朝獻徵錄》
 《明史卷一百四十九》，出自《明史》

## 外部連結
- 重庆发现史上最高官蹇义墓前"神道碑"(图)

| 官衔        | 官衔                        | 官衔        |
| ----------- | --------------------------- | ----------- |
| 前任： 張紞 | 明朝吏部尚書 1402年－1429年 | 繼任： 郭璡 |